# Club Deportivo Santaní
O Club Deportivo Santaní é um clube de futebol do Paraguai, que joga na División Intermedia (Segunda Divisão Paraguaia). Tem sua sede na cidade de San Estanislao, no departamento de San Pedro. Foi fundada em 27 de fevereiro de 2009, com base na seleção do campeonato de futebol Santaniana. É um dos clubes profissionais mais jovens do país.
As cores que identificam o clube são preto e branco. O clube joga suas partidas no Estadio Juan José Vázquez, de propriedade do Club Unión Agrícola , e tem capacidade para cerca de 8.000 pessoas.